# Edmund Czaplicki
Edmund Czaplicki (Varsó, 1904. október 30. – Varsó, 1940.) lengyel jégkorongozó, olimpikon.
Az 1928. évi téli olimpiai játékokon vett részt a jégkorongtornán a lengyel csapatban, mint a cserekapus. A B csoportba kerültek, ahol rajtuk kívül csak kettő csapat volt. Első mérkőzésükön 2–2-es döntetlent játszottak a svédekkel, majd egy szoros mérkőzésen 3–2-re kikaptak a csehszlovák csapattól. A csoportban az utolsó helyen végeztek 1 ponttal. Összesítésben a 9. lettek.
Részt vett még 2 jégkorong-Európa-bajnokságon. Az 1926-oson és az 1927-es jégkorong-Európa-bajnokságon.
1927-ben evezésben Európa-bajnok lett.
Klubcsapata a AZS Varsó volt.
A második világháború ideje alatt halt meg Varsóban 1940-ben, ismeretlen körülmények között.